# Blauet de Blyth
El blauet de Blyth (Alcedo hercules) és una espècie d'ocell de la família dels alcedínids (Alcedinidae) que habita rius a zones boscoses del nord-est de l'Índia, Myanmar, sud de la Xina, i nord d'Indoxina.